# Bisdom Masbate
Het bisdom Masbate (Latijn: Dioecesis Masbatensis) is een rooms-katholiek bisdom met als zetel Masbate City, op de Filipijnen. Het bisdom is suffragaan aan het aartsbisdom Caceres. 

## Geschiedenis
Het bisdom werd opgericht op 23 maart 1968, uit delen van het bisdom Sorsogon. 

## Parochies
Het bisdom had in 2021 een oppervlakte van 7.000 km2 en telde 971.550 inwoners waarvan 92,4% rooms-katholiek was.

## Bisschoppen
- Porfirio Rivera Iligan (17 juni 1968 - 14 februari 1998)
- Joel Zamudio Baylon (14 februari 1998 - 1 oktober 2009)
- José Salmorin Bantolo (15 juni 2011 - heden)

## Galerij van afbeeldingen

Wapen van het bisdom

Caceres (aartsbisdom) · Daet · Legazpi · Libmanan · Masbate · Sorsogon · Virac